# Mount Peddie
Mount Peddie är ett berg i Antarktis. Det ligger i Västantarktis. Inget land gör anspråk på området. Toppen på Mount Peddie är 761 meter över havet.
Terrängen runt Mount Peddie är kuperad åt nordväst, men åt sydost är den platt. Trakten är obefolkad. Det finns inga samhällen i närheten.